# Eine Anzeige in der Zeitung
Eine Anzeige in der Zeitung ist ein Roman des DDR-Schriftstellers Günter Görlich, der erstmals 1978 im Verlag Neues Leben erschien und bis 1989 14 Auflagen erfuhr. 1979 gab es eine Lizenzausgabe in der BRD. Es folgten Ausgaben in Bulgarisch, Slowakisch und Tschechisch (1981), Polnisch und Russisch (1982), Estnisch (1983), Ukrainisch (1984) sowie Dänisch (1986).
Görlich thematisiert in dem Roman den Selbstmord eines Lehrers und setzt sich durchaus kritisch mit autoritären pädagogischen Ansätzen auseinander. Die Orte der Handlung sind mit P. und L. abgekürzt; aus dem Kontext lassen sich dafür jedoch die Städte Potsdam und Ludwigsfelde ableiten.

## Inhalt
Der engagierte Lehrer Manfred Just – Mitte dreißig – kommt von einer Erweiterten Oberschule aus der Bezirksstadt P. an eine Polytechnische Oberschule (POS) in der kleinen Stadt L. Mit seinen pädagogischen Auffassungen, seinem arrogant wirkenden Auftreten und seinem auffälligen Äußeren wird der neue Lehrer zunächst vom Kollegium kritisch betrachtet. Zudem spielt ein gewisses Misstrauen dem Neuen gegenüber eine Rolle, da mit seiner Versetzung gleichsam ein hierarchischer Abstieg verbunden war und es schwer vorstellbar ist, dass dieser freiwillig passiert ist.
Seine Ansichten des Diskurses und der freien Meinungsäußerung im Unterricht und im Kollegium stehen in einem scheinbar unüberwindbaren Kontrast zur Planungs- und Regelungswut des Direktors Karl Strebelow. Er beauftragt daher seinen Stellvertreter Herbert Kähne, im Unterricht Justs zu hospitieren. Kähne findet jedoch Interesse an den pädagogischen Ansichten Justs und beginnt seine Rolle als Lehrer zu überdenken. Es entwickelt sich eine Art Freundschaft zwischen beiden Lehrern, die jedoch keinen wirklichen Tiefgang erfährt. Als ein Jahr nach Just die Junglehrerin Anne Marschall an die Schule kommt, leidet die Freundschaft zwischen Kähne und Just unter einer stärkeren Zuwendung Justs zu der neuen Lehrerin.
Über die Beziehung der beiden wird wenig bekannt, jedoch erfährt der Leser, dass beide die Ansichten des anderen als Denkanstöße für ihre eigene Arbeit nutzen. In den Sommerferien von Justs zweitem Jahr an der POS in L. begibt sich dieser in die Obhut eines Freundes, der Arzt an einem Kreiskrankenhaus ist. Just führt in dieser Zeit einen Briefwechsel mit Anne Marschall; er gesteht ihr in diesen Briefen seine Liebe, gleichzeitig gibt er Auskunft über die aktuellen Befunde und schildert eingehend seine Zeit, bevor er nach L. kam, und die Beziehung zu den Kollegen, vor allem zu Herbert Kähne. Die Antworten Marschalls auf Justs Briefe kann der Leser nur aus den jeweiligen Rück-Antworten ableiten.
Just schildert, dass seine Krankheit, die nicht näher beschrieben wird, ausschließlich durch eine Operation behandelt werden könne, er danach invalid sein werde und in keinem Fall wieder als Lehrer tätig sein könne. Die Angst vor einem Eingriff schildert er in seinen Briefen. Der Briefwechsel wird unterbrochen durch eine Studienreise Anne Marschalls. Etwa zur selben Zeit tritt der Kollege Herbert Kähne mit seiner Frau Eva, die ebenfalls mit Just befreundet ist, eine Reise in den Kaukasus an. In dieser Zeit schreibt Just seinen letzten Brief, der mit den Worten endet: „Und wenn Du diesen Brief in den Händen hast, wird bei mir hoffentlich auch schon alles vorüber sein.“
Während der Abreise aus dem Kaukasus kauft Kähne auf einem Bahnhof eine deutsche Zeitung. Durch eine Todesanzeige in der Zeitung erfahren er und seine Frau vom Tod Justs, der sie beide hart trifft. Er kommt für sie überraschend und plötzlich, da Just selten private Dinge erzählt hat und sie so von einer Krankheit nichts wussten. Nachdem Kähne und seine Frau wieder in L. angekommen sind, versuchen sie herauszufinden, woran Just letztlich gestorben ist. Vom Direktor Karl Strebelow erhält Kähne die Auskunft, dass er an einer Überdosis Tabletten gestorben sei. Da scheinbar kein Abschiedsbrief vorliegt und somit ein Suizid nicht bewiesen ist, ordnet der Direktor an, die Sache in der Öffentlichkeit und vor den Schülern als Unglücksfall darzustellen, auch und vor allem um etwaigen Schaden von der Schule fernzuhalten.
Kähne gibt sich mit der Erklärung des Direktors nicht zufrieden. Die Begegnung mit Justs ehemaligen Schülern, die ihren Lehrer bewunderten und sich mit der Erklärung der Schulleitung ebenfalls nicht zufriedengeben wollen, veranlasst Kähne, weiter in der Sache zu ermitteln. Ein Treffen mit Anne Marschall bleibt vorerst ohne weitere Erkenntnisse. Erst später übergibt sie Kähne als Freund Justs dessen Briefe. Kähne erfährt, wie sehr ihn Just geschätzt hat. Er nimmt die Briefe als Ansporn, entschiedener seine in der letzten Zeit mit Just veränderten Ansichten vor allem gegenüber dem Direktor zu vertreten und „unbequem“ zu werden.

## Aufbau
Der Aufbau des Romans weicht von der chronologischen Reihenfolge der Ereignisse, wie sie in der Inhaltsangabe oben beschrieben ist, ab. Er gliedert sich in drei Teile. Der erste Teil beginnt mit der Kaukasus-Reise von Lehrer Herbert Kähne, der als Ich-Erzähler durch den Roman führt. Als er und seine Frau die Todesanzeige lesen, beginnt der Erzähler mit einer Retrospektive auf die vergangenen zwei Jahre, die dem Leser lediglich die subjektive Wahrnehmung eines Freundes und Kollegen darstellt und daher Fragen unbeantwortet lässt und neu aufwirft. Der zweite Teil setzt nach der Ankunft Herbert Kähnes in L. ein, eine Zeit, in der er vor dem Hintergrund des Todes Manfred Justs wieder in den Schulalltag eintritt und selbst versucht, Klarheit über dessen Tod zu erlangen. Der dritte Teil, der ein knappes Viertel des Romans einnimmt, löst das Rätsel um den Tod Manfred Justs auf. Es handelt sich dabei um die – vom Erzähler unkommentierten – Briefe Manfred Justs an seine Geliebte Anne Marschall. Den Abschluss bilden die Gedanken des Erzählers, der aus der Erfahrung, die er durch die Lektüre der Briefe erlangt hat, seine Konsequenzen zieht.

## Rezeption
Der Roman erreichte eine Gesamtauflage von knapp einer Million Exemplaren und war somit Görlichs erfolgreichstes Werk. Er war nicht unumstritten und wurde vor allem unter Pädagogen kontrovers diskutiert.